# Jarosław Boberek
Jarosław Boberek (Szczecinek, 14 giugno 1963) è un attore e doppiatore polacco, noto per essere la voce polacca di Paperino.